# Gendarme (charcuterie)
Pour les articles homonymes, voir Gendarme.

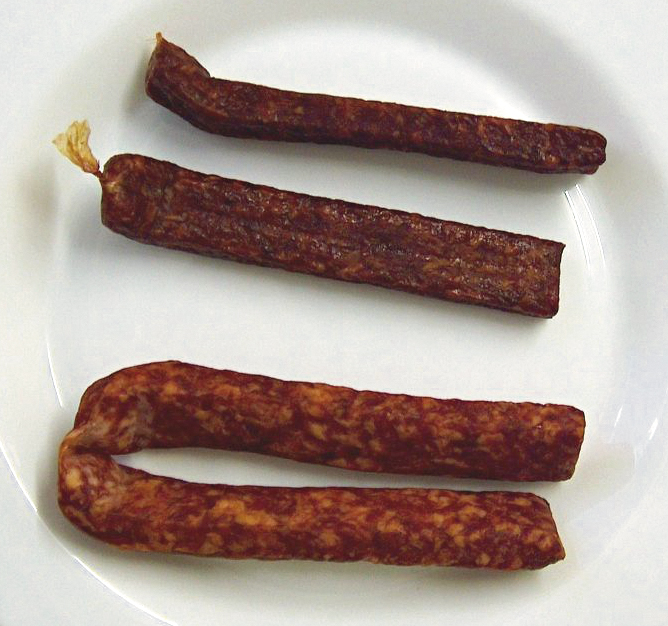
Des gendarmes ou Landjäger en allemand.

Le gendarme est un type de saucisse fumée à base de viande et de gras de bœuf et de porc, à la chair très ferme et à la peau craquante sous la dent, produite traditionnellement dans le sud de l'Allemagne, en Autriche, et en Suisse. Salée, épicée, puis fumée après séchage, son goût caractéristique provient du carvi moulu qui donne une note anisée. Sa forme est généralement longue (20 cm mais parfois moins) et sa section rectangulaire, parfois carrée. Elle est d'une couleur brun-roux ou rougeâtre.

## Étymologie
Les gendarmes sont généralement vendus par paire et cette spécificité expliquerait l'appellation de la charcuterie ; dans les campagnes françaises et d'Europe centrale du XIXe siècle, le déplacement en binôme des militaires de la gendarmerie était de règle, et d'autre part le rouge a longtemps été une des couleurs de l'uniforme des gendarmes, au moins en France et en Allemagne.
En Suisse alémanique cette saucisse, d'origine appenzelloise, est nommée Landjäger. Historiquement, un Landjäger était une unité cantonale de force de l'ordre opérant dans les campagnes. Selon le Schweizerisches Idiotikon, le mot Landjäger peut être attribué à un ancien dialecte et signifie alors « longtemps fumé », « longtemps séché à l'air ». L'assimilation de l'un à l'autre est peut-être inspirée par l'aspect rigide et carré de la saucisse, comparable à la rigidité militaire d'un homme en uniforme. L'étymologie de Suisse alémanique a été retenue en Suisse romande pour parler de ce mets : le gendarme.

## Variétés
Toutes ces variétés se mangent crues, le terme générique est « saucisse à croquer ». Une « saucisse à croquer du Tyrol » est censée suivre une recette traditionnelle, mais seule l'indication géographique protégée indique sa provenance.
Il est cependant possible de la cuire dans une recette de choucroute par exemple. Les gendarmes cuits donneront une saveur supplémentaire au chou de la choucroute et leur peau sera moins coriace.
- Dauerwurst
- Kaminwurz : sud tyrolien
- Landjäger : il s'agit précisément du gendarme connu en Suisse et en Alsace
- Pfefferbeißer : saucisse poivrée
- Snäcki